# Efferia albiventris
Efferia albiventris là một loài ruồi trong họ Asilidae. Efferia albiventris được Macquart miêu tả năm 1850. Loài này phân bố ở miền Australasia.